# Hôtel-Dieu d'Arthabaska
L'Hôtel-Dieu d'Arthabaska est un centre hospitalier fondé en 1884 dans la ville de Victoriaville et tenu par les Religieuses Hospitalières de Saint-Joseph, il héberge des personnes âgées, des orphelins, des malades et des pauvres.

## Soins hospitaliers
En 1906 la construction d’un hôpital d’une capacité de 120 lits est entreprise, conçu par l'architecte Louis Caron. L'ouverture officielle a lieu en juin 1908. Plusieurs agrandissements porteront à 190 le nombre de lits vers 1930. Une nouvelle aile construite en 1923 abrite une centaine d’enfants.

## École d’infirmières
En 1953, une école d’infirmières est ouverte où 555 diplômes seront décernés. En 1972 l'école est transférée au Collège d’enseignement général et professionnel (CEGEP) de Victoriaville.

## De nos jours
Nommé de nos jour Centre intégré universitaire de santé et de services sociaux de la Mauricie-et-du-Centre-du-Québec, des travaux d'agrandissements sont faits et se poursuivent jusqu'en 2027,.

## Chapelle patrimoniale
La chapelle de l’hôpital, attachée à l'édifice, qui donne une partie de son cachet historique à l’endroit, devait  être conservée pour faire partie du projet. Le CIUSSS de la Mauricie-et-du-Centre-du-Québec confirme au Devoir que la chapelle sera rasée, bien qu’il reconnaisse d’emblée sa valeur historique et reconnaissant la valeur historique que peut avoir cette bâtisse patrimoniale pour la communauté.